# Partito Comunista del Kazakistan
Il Partito Comunista del Kazakistan (in kazako: Қазақстан Коммунистік партиясы, in russo Коммунистическая партия Казахстана?, Kommunističeskaja partija Kazachstana) è stato un partito politico kazako ed ha costituito una delle sezioni repubblicane del Partito Comunista dell'Unione Sovietica.
Fondato nel 1936, ha operato fino al settembre 1991 quando è stato riorganizzato in Partito Socialista del Kazakistan. Una parte dei membri nell'ottobre 1991 ha tuttavia rifondato il Partito Comunista del Kazakistan, ufficialmente registrato nel 1998 ed operante fino al 2015, quando è stato messo fuori legge. Una parte dei membri costituiranno invece il Partito Popolare Comunista del Kazakistan.

## Cronologia dei Primi segretari
- Levon Mirzojan (5 dicembre 1936 – 3 maggio 1938)
- Nikolaj Skvorcov (3 maggio 1938 – 14 settembre 1945)
- Žumabaj Šajachmetov (14 settembre 1945 – 6 marzo 1954)
- Pantelejmon Ponomarenko (6 marzo 1954 – 8 maggio 1955)
- Leonid Brežnev (8 maggio 1955 – 6 marzo 1956)
- Ivan Jakovlev (6 marzo 1956 – 26 dicembre 1957)
- Nikolaj Beljaev (26 dicembre 1957 – 19 gennaio 1960)
- Dinmuchamed Kunaev (19 gennaio 1960 – 26 dicembre 1962)
- Ismail Jusupov (26 dicembre 1962 – 7 dicembre 1964)
- Dinmuchamed Kunaev (7 dicembre 1964 – 16 dicembre 1986)
- Gennadij Kolbin (16 dicembre 1986 – 22 giugno 1989)
- Nursultan Nazarbaev (22 giugno 1989 – 28 agosto 1991)[3]